# NGC 3281A
NGC 3281A is een lensvormig sterrenstelsel in het sterrenbeeld Luchtpomp. Het hemelobject werd op 2 mei 1834 ontdekt door de Britse astronoom John Herschel.

## Synoniemen
- ESO 375-59
- MCG -6-23-49
- PGC 31103